# Estação Oscar Freire
A Estação Oscar Freire é uma estação da Linha 4–Amarela do Metrô de São Paulo operada pela ViaQuatro. Tinha previsão de inauguração para 2017, mesmo ano para a inauguração da Estação Higienópolis–Mackenzie. Após a sua entrega ser adiada por diversas vezes, no dia 31 de março de 2018, durante a cerimônia de entrega da Linha 13–Jade do Trem Metropolitano, o governador Geraldo Alckmin, confirmou finalmente a entrega oficial da estação Oscar Freire para o dia 4 de abril de 2018. Em 21 de abril de 2018 começou a funcionar em período integral.

## Localização
A estação se situa na Avenida Rebouças s/nº (esquina com a Rua Oscar Freire).

## Características
Estação enterrada com plataformas laterais e salas de apoio acima do nível da superfície, com estruturas em concreto aparente e passarela de distribuição em estrutura metálica, fixada com tirantes sobre a plataforma. Possui acesso para pessoas portadoras de deficiência.

## Informações da linha
| Linha     | Terminais        | Estações | Principais destinos                                                              | Duração das viagens (min) | Intervalo entre trens (min) | Funcionamento                                                                 |
| --------- | ---------------- | -------- | -------------------------------------------------------------------------------- | ------------------------- | --------------------------- | ----------------------------------------------------------------------------- |
| 4 Amarela | Luz ↔ Vila Sônia | 10       | Sé, Bom Retiro, República, Higienópolis, Consolação, Pinheiros, Butantã, Morumbi | 10                        | 2                           | Diariamente, das 4h40 à 0 hora. Aos sábados, das 4h40 até a 1 hora do domingo |

| Sigla | Estação      | Inauguração        | Capacidade                   | Integração | Plataformas | Posição     | Notas                                       |
| ----- | ------------ | ------------------ | ---------------------------- | ---------- | ----------- | ----------- | ------------------------------------------- |
| FRE   | Oscar Freire | 4 de abril de 2018 | 17 mil passageiros hora/pico |            | Laterais    | Subterrânea | Estação com estrutura de concreto aparente. |